# 舒瓦西大街

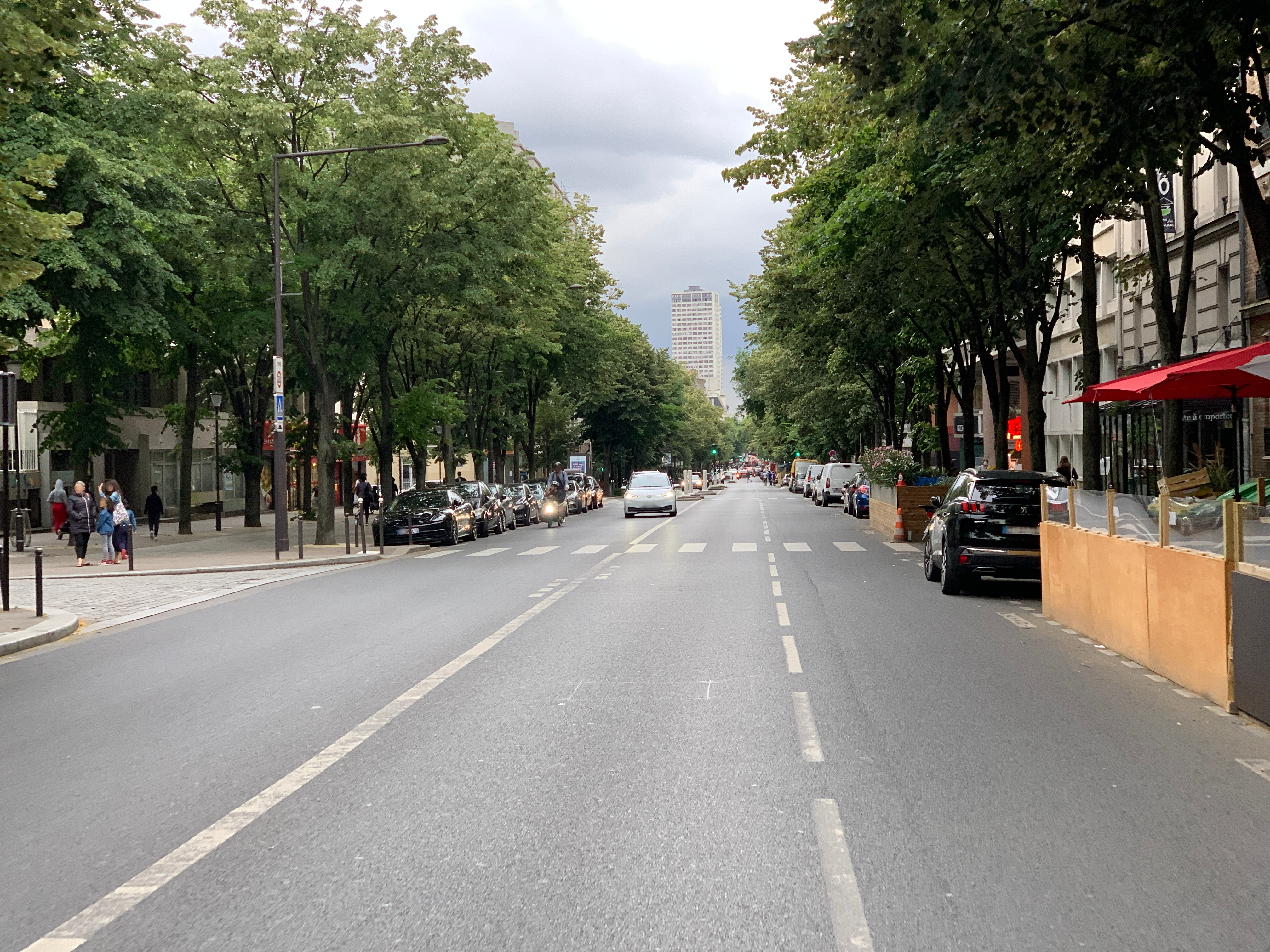
舒瓦西大街 (2021年6月)

舒瓦西大街（法語：Avenue de Choisy）是巴黎十三区的一条街道，始于Masséna大道，止于意大利广场，长1310米，宽30米。

## 建筑物
- 圣希玻里堂、巴黎中华圣母堂
- 舒瓦西公园

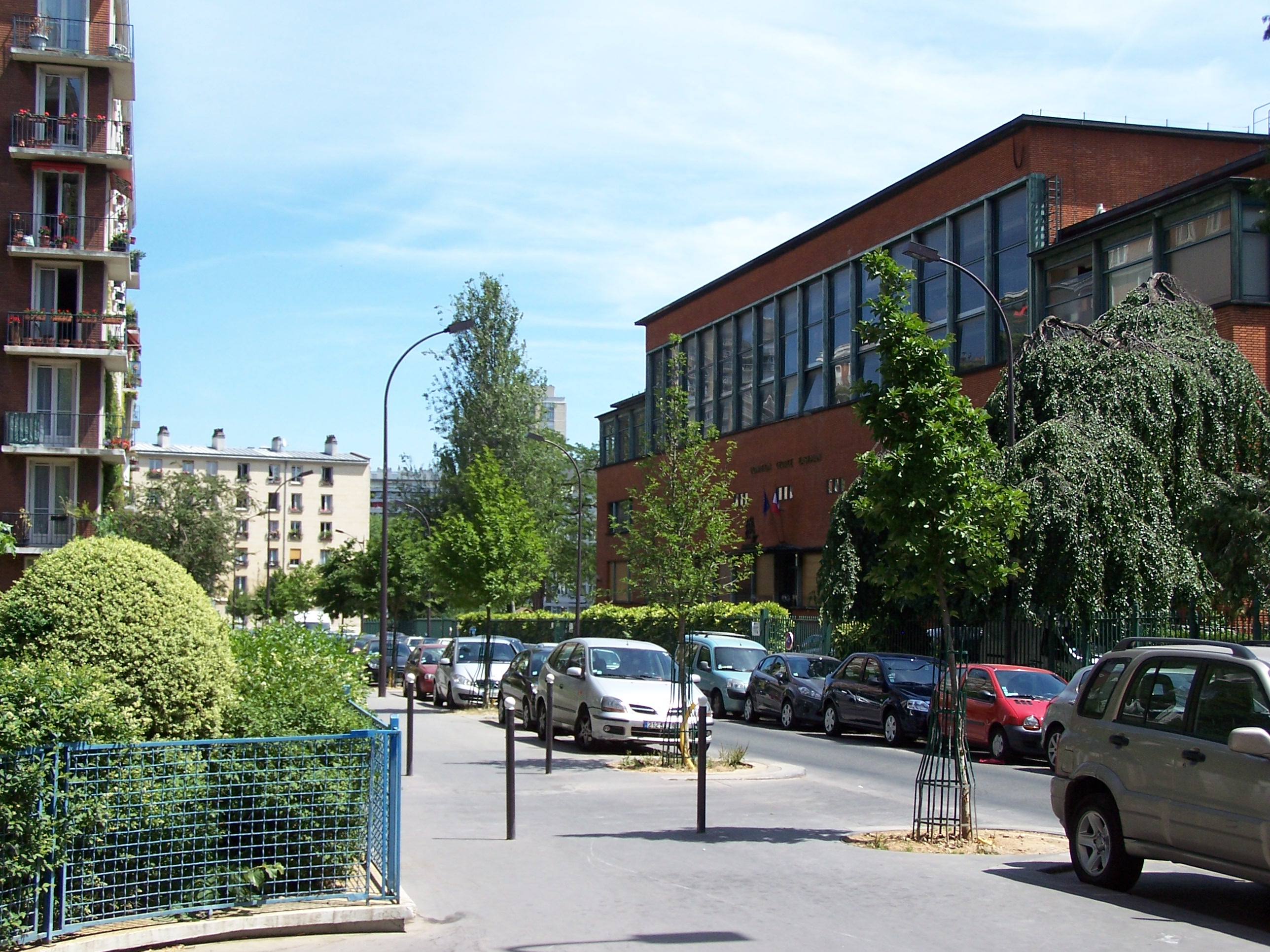
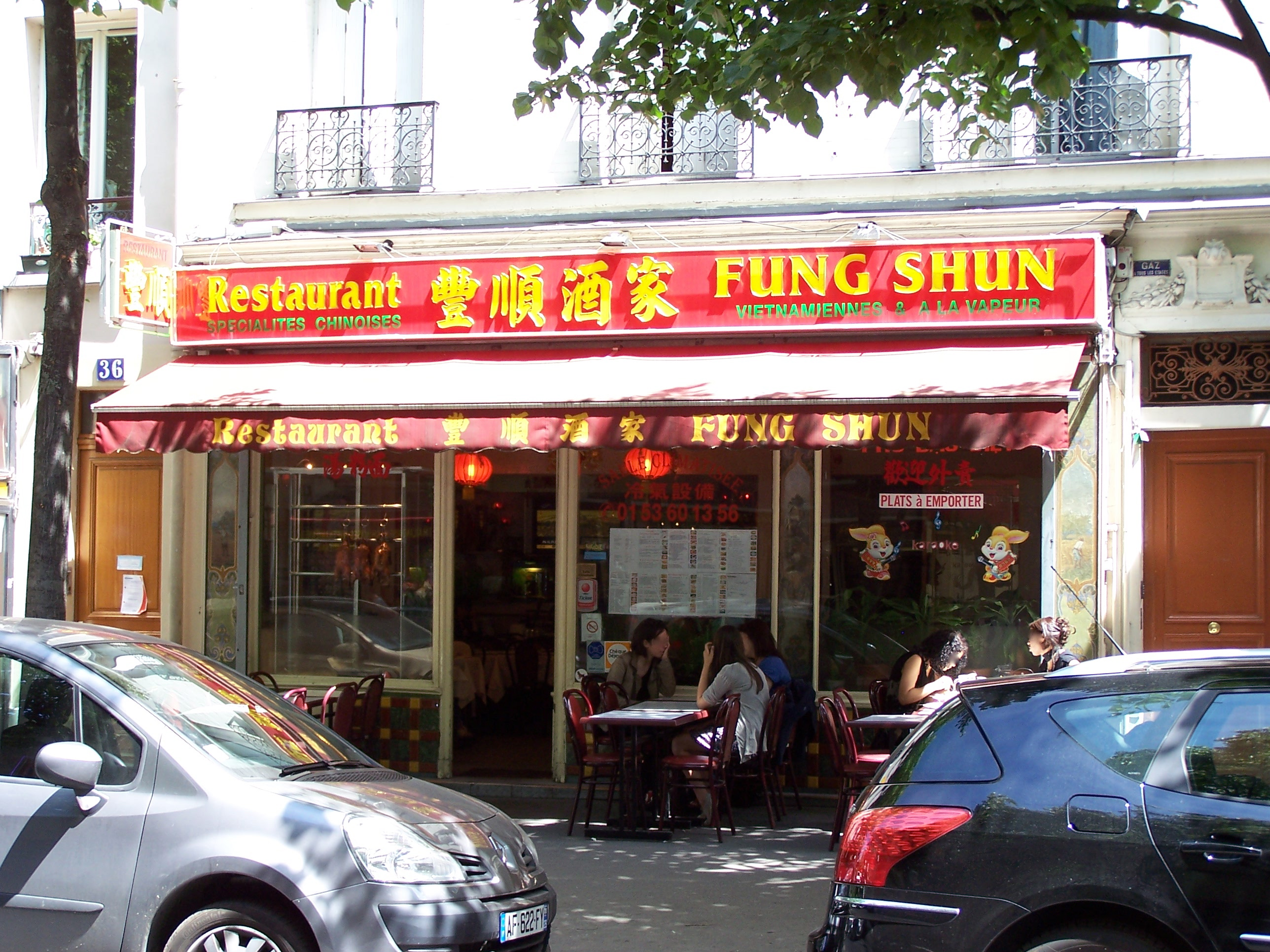
34号